# 権現山城
権現山城（ごんげんやまじょう）は、神奈川県横浜市神奈川区幸ケ谷にあった日本の城。

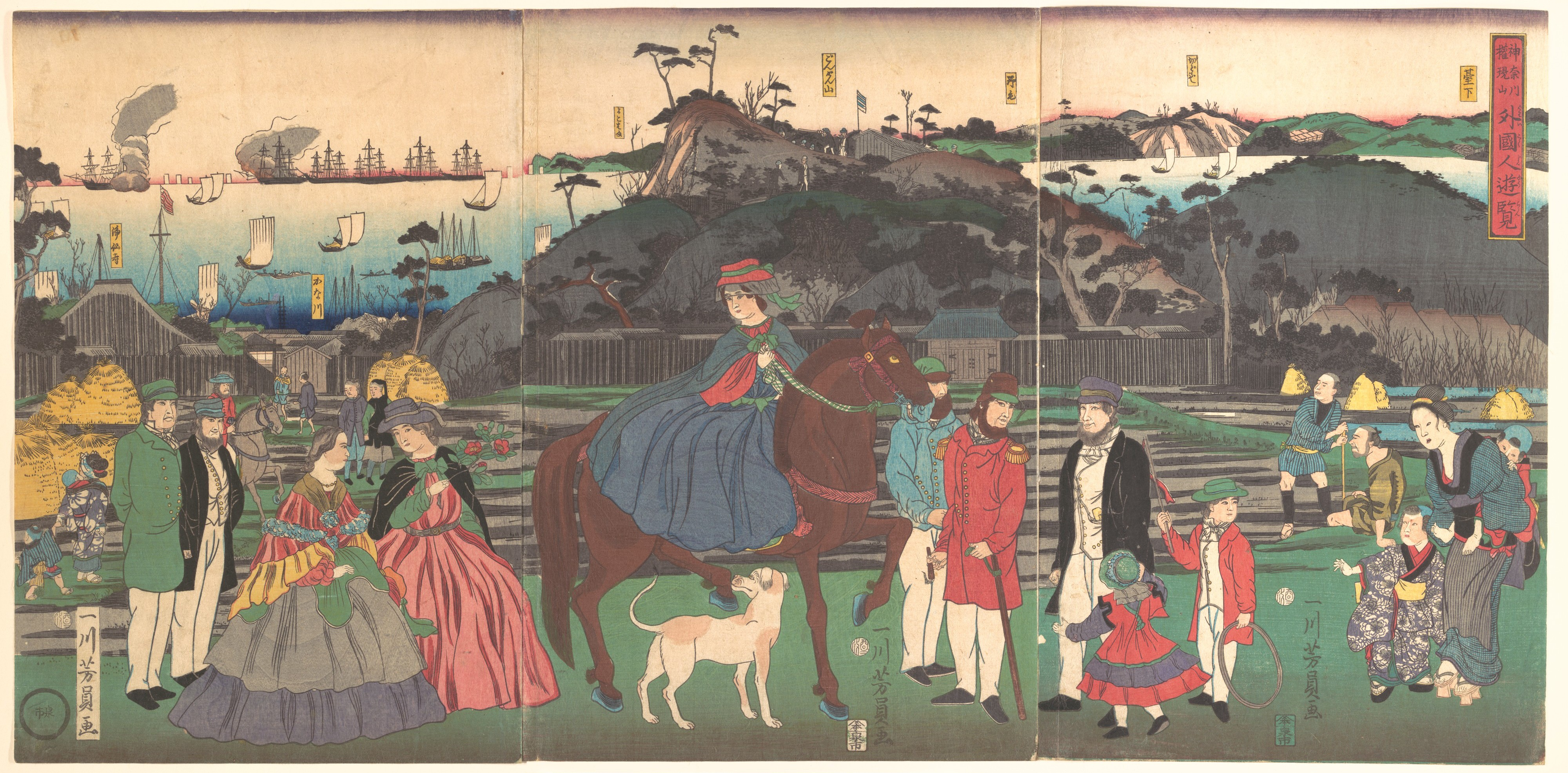
『神奈川権現山 外國人遊覧』(歌川芳員)

## 概要
現在の幸ヶ谷小学校・幼稚園のある地点は、かつては権現山と呼ばれ、本覚寺のある西側の高島台と尾根伝いに繋がる急峻な山であった。なお本覚寺のある高島台には青木城があった。
1510年（永正7年）、当時関東を支配していた扇谷上杉家の家臣上田政盛は、北条早雲に味方して謀反を起こし、山上に砦を築き立て籠った。これに対し、扇谷上杉家の上杉朝良・山内上杉家の上杉憲房は権現山城を包囲して、援軍に駆けつけた北条軍を撃破した（権現山の戦い）。戦いは上杉方の勝利に終わったが、その後、上杉氏の力が弱まり後北条氏による関東支配が始まった。
南北朝時代の史料に登場する「狩野川之城」は、この城の前身とみなされている。
山上には醍醐三宝院の勝覚僧正が、1087年（寛治元年）に分祀した熊野権現が祀られていたが、1712年（正徳2年）6月に山上が崩壊し、熊野権現は金蔵院の境内に移っている。

## 城跡

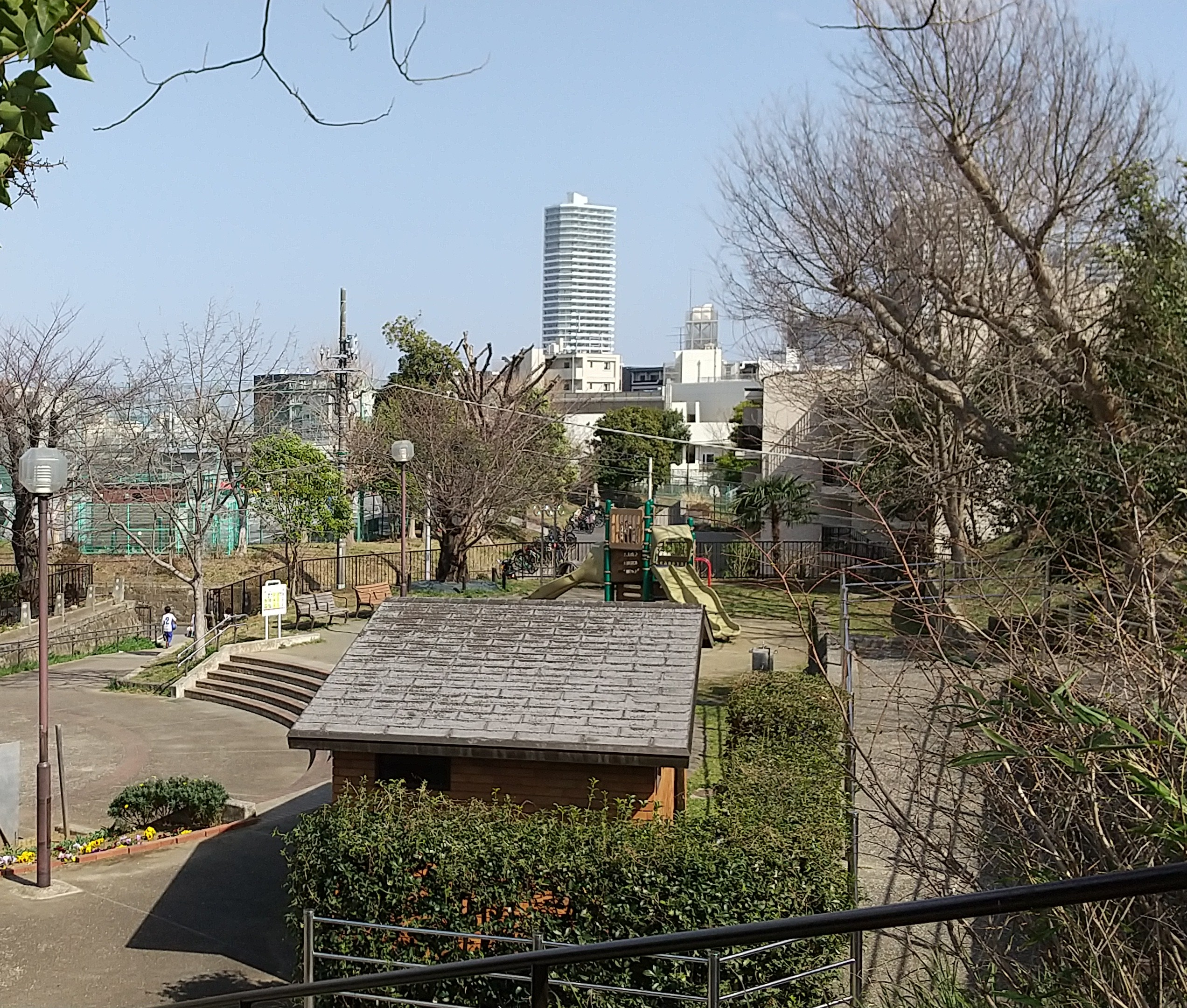
幸ヶ谷公園の頂上から、権現山がそびえていたと考えられる幸ヶ谷小学校方向を見る。

権現山は、幕末に神奈川台場建設のための土取り場となり山頂が削られた。さらに明治時代には後の東海道線となる日本初の鉄道の建設により開削されたことで、地形はかつてと大幅に変わっている。現在の横浜市の埋蔵文化財包蔵地地図上では、城跡は「破壊」されたと見なされている。現在は幸ヶ谷小学校の西に残された高台が幸ヶ谷公園となり、権現山城跡との表示がある。
外部リンク（横浜開港資料館）：権現山から北東側を見下ろした幕末の写真